# Giro dell'Emilia 2007
Il Giro dell'Emilia 2007, novantesima edizione della corsa e valida come evento dell'UCI Europe Tour 2007, si svolse il 13 ottobre 2007 su un percorso di 205 km. La vittoria fu appannaggio del lussemburghese Fränk Schleck, che completò il percorso in 5h22'17", precedendo l'italiano Davide Rebellin e lo statunitense Chris Horner.
Sul traguardo di San Luca 42 ciclisti, su 165 partiti da Formigine, portarono a termine la competizione.

## Ordine d'arrivo (Top 10)
| Pos. | Corridore          | Squadra       | Tempo    |
| ---- | ------------------ | ------------- | -------- |
| 1    | Fränk Schleck      | Team CSC      | 5h22'17" |
| 2    | Davide Rebellin    | Gerolsteiner  | a 1"     |
| 3    | Chris Horner       | Predictor     | a 5"     |
| 4    | Riccardo Riccò     | Saunier Duval | a 10"    |
| 5    | Damiano Cunego     | Lampre        | a 18"    |
| 6    | Cadel Evans        | Predictor     | a 25"    |
| 7    | Sylvester Szmyd    | Lampre        | a 26"    |
| 8    | Luca Mazzanti      | Panaria       | a 48"    |
| 9    | Aleksandr Kolobnev | Team CSC      | a 56"    |
| 10   | Robert Gesink      | Rabobank      | a 1'00"  |